# Shadow DN11
O  DN11  é o modelo da Shadow da temporada de 1980 da F1. Foi guiado por Stefan Johansson, David Kennedy e Geoff Lees.